# Mamushi (メーガン・ザ・スタリオンの曲)
「Mamushi」（マムシ）は、米国のラッパー・メーガン・ザ・スタリオンが、日本のラッパー・千葉雄喜をフィーチャーした楽曲で、メーガンの3枚目のスタジオ・アルバム『Megan』に収録されている。この曲はTikTokで拡散された後、2024年7月30日にアルバムの4枚目のシングルとして、ホット・ガールとワーナー・ミュージックより米・音楽ラジオフォーマットのアーバンラジオにリリースされた。Koshyがプロデュースしたこのバイリンガル・トラックでは、メーガンと千葉が英語と日本語でラップしている。
10月25日には、千葉に代わって韓国のガールズグループ・TWICEをフィーチャーしたリミックスが、アルバム『Megan』のデラックス版『Megan: Act II』のトラックとしてリリースされた。

## 背景とリリース
「Mamushi」は当初、2024年6月28日にリリースされたメーガン・ザ・スタリオンの3枚目のスタジオ・アルバム『Megan』のアルバム曲としてリリースされた。この曲は、まず日本人ダンサーのMONA（@mona712_official）が投稿したダンス動画によって有名になり、7月9日までに157,000もの動画が作成された。これを受けて、メーガンはアニメ『美少女戦士セーラームーン』の主人公・月野うさぎのコスプレをしたものなど、ダンストレンドに沿った自身のTikTokを幾つか投稿した。
7月30日、この曲はアーバンラジオにシングルとしてリリースされ、同フォーマットで最も追加された曲の1位となった。同日、米・アトランタで開催されたカマラ・ハリス副大統領の大統領選挙の集会で「Mamushi」を披露し、大きな反響を呼んだ。その後も、K-POPアーティストやスポーツ選手をはじめとして、ダンス動画などの投稿が相次いでいる。

## 歌詞
日本人のKoshyがプロデュースし、メーガン、千葉、オオタが作詞・作曲した「Mamushi」は、メーガンと千葉が英語と日本語でラップしている。このタイトルは、主に日本に生息するヘビの一種であるマムシを指しており、メーガンのこれまでのシングル「Cobra」「Hiss」「Boa」におけるヘビに関連したイメージや比喩を引き継いでいる。歌詞では、「Mamushi」は「メーガンが手に入れた名声と繁栄を表現するために、過去を取り戻しそれを手放す様子を描いている」と解釈されている。日本語によるサビの前半では千葉が「お金稼ぐ 俺らはスター」、後半ではメーガンが「お金稼ぐ 私はスター」というフレーズをラップしている。

## ミュージック・ビデオ
米・映像ディレクターのケヴィン・"オンダ"・レイヴァ監督による「Mamushi」のミュージック・ビデオは2024年8月9日に初公開され、神奈川県にある鶴巻温泉・陣屋と円覚寺で撮影された。メーガンが暴力団の男性らを自分の巣に誘い込み、巨大なマムシヘビに変身して殺害する舞台は温泉で行われた。温泉旅館で働いているとみられる千葉は、餌食になった彼らの身体を洗い流し青く塗り付けた後、メーガンの一言一句に従う死者の集団へと生き返らせている。メーガンの後ろに青い顔の男たちが立っているシーンは、黒澤明監督の1990年の映画『夢』を参考にしており、複数のシーンでも2001年の映画『ラッシュアワー2』など他の映画からインスピレーションを受けている。また、メーガンに最初に殺害された笠松将をはじめとする、多くの日本人俳優が出演している。
9月12日、このミュージック・ビデオは2024年のMTVビデオ・ミュージック・アワードで「最優秀トレンディング・ビデオ賞」を受賞した。

## 評価
この曲は概ね好意的な評価を受けた。音楽評論家らは、この曲をアルバム『Megan』に収録された他のトラック『Otaku Hot Girl』と比較している。NME誌のカレン・グウィーは「簡単そうには見えないが、『Mamushi』はユウキ・チバの自信に満ち溢れたリードに続く冷淡で骸骨のようなビートを通じて、メーガンのペースを変えている」と執筆した。ローリング・ストーン誌のマンカッパー・コンテ―は「シンプルなビート、繰り返しのフック、途切れ途切れのリズムで構成される『Mamushi』は、他の曲ほどエキサイティングではないが、海外のファンへの重要なメッセージであり、情熱の証しなのかもしれない（加えて、かなりキュートなTikTokダンス・ルーティーンが人気となっている）」と論評した。さらに彼女は「『Mamushi』のような基本的な味付けがなければ、アルバムがより濃厚な味になることは容易に想像できる」と述べた。HotNewHipHopのアロンA.は「この曲でアーティストたちが素晴らしいケミストリーを共有している」と論評した。
一部の評論家は『Otaku Hot Girl』よりも『Mamushi』を好意的に捉えていた。ピッチフォークのアルフォンス・ピエールは「彼女の好きな日本文化に傾倒したより良い楽曲は、テーマに沿った多言語の『Mamushi』であり、彼女の個性を平坦にすることはない」と執筆した。 BPM誌のルーカス・マーティンスは「ミッドテンポの『Mamushi』は、フックへの控えめなアプローチと、ゲスト・ラッパーのユウキ・チバとの相互作用によって、さもなくばかなり堅い曲になりそうなところを明らかに活気付かせ、アイデアをはるかによく実行している」と述べた。

## チャート成績
「Mamushi」は初週にストリーミング数が730万回、ダウンロード数が1,000DLとなり、米・ビルボード Hot100で初登場68位を記録した。この曲は千葉にとって初めてのビルボード Hot100のエントリーとなり、最高位36位を獲得している。また、同Hot Rap Songsで最高位5位、同Hot R&B/Hip-Hop Songsで最高位7位を記録した。同ワールド・デジタル・ソング・セールスでは、メーガンと千葉にとって共に初となる1位（通算8週）を獲得している。

## 受賞とノミネート
| 年   | 授賞式                            | カテゴリー                     | 結果       | 出典   |
| ---- | --------------------------------- | ------------------------------ | ---------- | ------ |
| 2024 | BETヒップホップ・アワード         | 最優秀楽曲賞                   | ノミネート | [ 22 ] |
| 2024 | BETヒップホップ・アワード         | 最優秀コラボレーション賞       | ノミネート | [ 22 ] |
| 2024 | MTVビデオ・ミュージック・アワード | 最優秀トレンディング・ビデオ賞 | 受賞       | [ 15 ] |

## トラックリスト
- ストリーミング / デジタル・ダウンロード

1. "Mamushi" (sped up) – 2:09
2. "Mamushi" (chopped & screwed) – 3:15
3. "Mamushi" (instrumental) – 2:36

## チャート
| チャート (2024)                             | 最高位 |
| ------------------------------------------- | ------ |
| Australia (ARIA)                            | 87     |
| Australia Hip Hop/R&B (ARIA)                | 14     |
| Canada (Canadian Hot 100)                   | 56     |
| Global 200 (Billboard)                      | 29     |
| Greece International (IFPI)                 | 23     |
| India International (IMI)                   | 14     |
| Japan Hot Overseas (Billboard Japan)        | 4      |
| Malaysia (Billboard)                        | 10     |
| Malaysia International (RIM)                | 9      |
| New Zealand Hot Singles (RMNZ)              | 6      |
| Nigeria (TurnTable Top 100)                 | 80     |
| Philippines (Philippines Hot 100)           | 43     |
| Singapore (RIAS)                            | 11     |
| Suriname (Nationale Top 40)                 | 2      |
| Turkey International (Radiomonitor Türkiye) | 10     |
| UK Singles (OCC)                            | 89     |
| US Billboard Hot 100                        | 36     |
| US Hot R&B/Hip-Hop Songs (Billboard)        | 7      |
| US Pop Airplay (Billboard)                  | 37     |
| US Rhythmic (Billboard)                     | 1      |
| US TikTok Billboard Top 50 (Billboard)      | 6      |
| US World Digital Song Sales (Billboard)     | 1      |

| チャート (2024)                      | 最高位 |
| ------------------------------------ | ------ |
| US Hot R&B/Hip-Hop Songs (Billboard) | 44     |
| US Rhythmic (Billboard)              | 48     |

## 認定
| 国/地域                          | 認定 | 認定/売上数 |
| -------------------------------- | ---- | ----------- |
| オーストラリア (ARIA)            | Gold | 35,000      |
| カナダ (Music Canada)            | Gold | 40,000      |
| ポーランド (ZPAV)                | Gold | 25,000      |
| アメリカ合衆国 (RIAA)            | Gold | 500,000     |
| 認定のみに基づく売上数と再生回数 |      |             |

## リリース一覧
| 国       | 日付          | 規格                                   | バージョン                             | レーベル       | 出典   |
| -------- | ------------- | -------------------------------------- | -------------------------------------- | -------------- | ------ |
| アメリカ | 2024年7月30日 | アーバン・ラジオ                       | Original                               | ホット・ガール | [ 7 ]  |
| 全世界   | 2024年8月2日  | デジタル・ダウンロード、ストリーミング | Sped up chopped & screwed instrumental | ホット・ガール | [ 51 ] |